# Biosfærereservatet Sortehavet
Biosfærereservatet Sortehavet (ukrainsk: Чорноморський біосферний заповідник) er et biosfærereservat i Ukraine, der ligger ved kystzonen på den nordlige Sortehavskyst, der dækker regioner i Kherson- og Mykolaiv-oblasterne og inkluderer Tendra-bugten og Yahorlyk-bugten. Reservatet er en del af Ukraines Nationale Videnskabsakademi.

## Historie
Reservatet blev oprindeligt etableret den 14. juli 1927 som en del af Trans-Maritime Preserve ved dekret nr. 172 fra Council of People's Commissars of Ukrainian SSR. I 1933 blev fredningen en selvstændig forskningsinstitution. I 1973 blev Donau-flodsletterne, Kinski-øerne i Jahorlytska-bugten og den lavvandede del af Tendra-bugten tilføjet til Sortehavsområdet. Næste år blev det nærliggende Biloberezjzjja Svjatoslava Nationalpark også annekteret. I 1981 blev Donau-flodsletterne et selvstændigt område. I 1983 blev der etableret Sortehavets biosfærereservat, der omfattede Sortehavets statsreservat og Yahorlyk State Ornithological Reserve (som dets bufferzone). I december 1984 blev reservatet optaget i World Network of Biosphere Reserves. Reservatet er også inkluderet på den internationale liste over Ramsar-områder.
Området blev beskadiget i marts 2022 under den russiske invasion af Ukraine, da kampene om Kherson forårsagede flere brande i området.